# Tour de France 1939
Le Tour de France 1939, 33e édition du Tour de France, s'est déroulé du 10 juillet au 30 juillet 1939 sur 18 étapes pour 4 224 km.
La course a été remportée par le coureur belge Sylvère Maes, dont c'est la deuxième victoire. Il devance au classement général le Français René Vietto, porteur du maillot jaune pendant onze jours. Maes s'impose également au Grand prix de la montagne.
Cette édition voit le retour des équipes régionales.
À cause de la Seconde Guerre mondiale, le Tour de France n'a ensuite plus lieu avant 1947.

## Parcours
Le Tour de France 1939 s'inscrit dans la période de 1905 à 1951, durant laquelle le parcours de la course réalise un « chemin de ronde », collant aux frontières de l'Hexagone.
La course commence à Paris et dans sa banlieue, comme tous les ans jusqu'en 1950, à l'exception de 1926. Le départ est donné au Vésinet, après un défilé dans les rues de Paris depuis le siège de L'Auto, rue du Faubourg-Montmartre. Le parc des Princes accueille l'arrivée du Tour de 1903 à 1967.
Lorient (Morbihan), Salies-de-Béarn (Basses-Pyrénées), Saint-Raphaël (Var), Bonneval-sur-Arc et Bourg-Saint-Maurice (Savoie), Annecy (Haute-Savoie), Dole (Jura) et Troyes (Aube) sont villes-étapes pour la première fois.
La principauté de Monaco accueille le Tour pour la première fois.

## Participation
De 1930 à 1961, le Tour de France est disputé par équipes nationales. Six équipes nationales de huit coureurs participent à cette édition : Belgique, Suisse, Luxembourg, Pays-Bas, France et Belgique B. L'édition 1939 subit particulièrement les effets du contexte international. L'Allemagne, l'Italie et l'Espagne sont ainsi absentes au départ de Paris.
Pour pallier l'absence de ces équipes, Henri Desgrange relance les équipes régionales, déjà présentes en 1928 et 1929. Quatre équipes de huit coureurs sont sélectionnées : Nord-Est-Île-de-France, Ouest, Sud-Ouest et Sud-Est. L'équipe Nord-Est-Île-de-France a pour tête d'affiche, à sa demande, Maurice Archambaud, qui a refusé l'équipe de France. René Vietto est présent au sein de l'équipe Sud-Est. L'équipe Ouest comprend notamment René Le Grevès et Pierre Cloarec.
La Belgique apparaît favorite de cette édition, avec ses deux anciens vainqueurs Romain Maes et Sylvère Maes. L'équipe de France semble au contraire faible. Aucun de ses anciens lauréats du Tour n'est présent. Roger Lapébie, vainqueur en 1937, s'est fracturé le genou à l'arrivée de Bordeaux-Paris et Georges Speicher « s'abstient de participer ».
Jean-Marie Goasmat, Pierre Cogan et André Bramard, qui effectuent leur service militaire, n'obtiennent pas de permissions pour disputer l’épreuve.

## Bilan de la course
En l'absence des Italiens, la presse estime que les Belges n'ont pas de rivaux. Pourtant, les coureurs français vont assurer une concurrence tout au long des 18 étapes. René Vietto prend le maillot jaune à Lorient et le conserve jusqu'à Briançon, quelques jours avant l'arrivée à Paris. C'est finalement le Belge Sylvère Maes qui remporte l'épreuve et le Grand Prix de la montagne.
En instaurant pour la première fois des équipes régionales, Henri Desgrange augmente la popularité de son épreuve, les spectateurs étant particulièrement sensibles aux performances des "locaux".

## Étapes
| Étape,        | Date            | Villes étapes                          |                                         | Distance (km)         | Vainqueur d’étape     | Leader du classement général |
| ------------- | --------------- | -------------------------------------- | --------------------------------------- | --------------------- | --------------------- | ---------------------------- |
| 1re étape     | lun. 10 juillet | Paris - Le Vésinet – Caen              | Étape de plaine                         | 215                   | Amédée Fournier       | Amédée Fournier              |
| 2e étape (a)  | mar. 11 juillet | Caen – Vire                            | Contre-la-montre individuel             | 63                    | Romain Maes           | Romain Maes                  |
| 2e étape (b)  | mar. 11 juillet | Vire – Rennes                          | Étape de plaine                         | 120                   | Éloi Tassin           | Jean Fontenay                |
| 3e étape      | mer. 12 juillet | Rennes – Brest                         | Étape de plaine                         | 244                   | Pierre Cloarec        | Jean Fontenay                |
| 4e étape      | jeu. 13 juillet | Brest – Lorient                        | Étape de plaine                         | 174                   | Raymond Louviot       | René Vietto                  |
| 5e étape      | ven. 14 juillet | Lorient – Nantes                       | Étape de plaine                         | 207                   | Amédée Fournier       | René Vietto                  |
| 6e étape (a)  | sam. 15 juillet | Nantes – La Rochelle                   | Étape de plaine                         | 144                   | Lucien Storme         | René Vietto                  |
| 6e étape (b)  | sam. 15 juillet | La Rochelle – Royan                    | Étape de plaine                         | 107                   | Edmond Pagès          | René Vietto                  |
|               | dim. 16 juillet | Royan                                  | Jour de repos                           | Journée de repos no 1 | Journée de repos no 1 | Journée de repos no 1        |
| 7e étape      | lun. 17 juillet | Royan – Bordeaux                       | Étape de plaine                         | 198                   | Raymond Passat        | René Vietto                  |
| 8e étape (a)  | mar. 18 juillet | Bordeaux – Salies-de-Béarn             | Étape de plaine                         | 210                   | Marcel Kint           | René Vietto                  |
| 8e étape (b)  | mar. 18 juillet | Salies-de-Béarn – Pau                  | Contre-la-montre individuel             | 69                    | Karl Litschi          | René Vietto                  |
| 9e étape      | mer. 19 juillet | Pau – Toulouse                         | Étape de montagne                       | 311                   | Edward Vissers        | René Vietto                  |
|               | jeu. 20 juillet | Toulouse                               | Jour de repos                           | Journée de repos no 2 | Journée de repos no 2 | Journée de repos no 2        |
| 10e étape (a) | ven. 21 juillet | Toulouse – Narbonne                    | Étape de plaine                         | 148                   | Pierre Jaminet        | René Vietto                  |
| 10e étape (b) | ven. 21 juillet | Narbonne – Béziers                     | Contre-la-montre individuel             | 27                    | Maurice Archambaud    | René Vietto                  |
| 10e étape (c) | ven. 21 juillet | Béziers – Montpellier                  | Étape de plaine                         | 71                    | Maurice Archambaud    | René Vietto                  |
| 11e étape     | sam. 22 juillet | Montpellier – Marseille                | Étape de plaine                         | 212                   | Fabien Galateau       | René Vietto                  |
| 12e étape (a) | dim. 23 juillet | Marseille – Saint-Raphaël              | Étape de plaine                         | 157                   | François Neuens       | René Vietto                  |
| 12e étape (b) | dim. 23 juillet | Saint-Raphaël – Monaco (MON)           | Étape de plaine                         | 121                   | Maurice Archambaud    | René Vietto                  |
| 13e étape     | lun. 24 juillet | Monaco (MON) – Monaco (MON)            | Étape de montagne                       | 102                   | Pierre Gallien        | René Vietto                  |
| 14e étape     | mar. 25 juillet | Monaco (MON) – Digne                   | Étape de plaine                         | 175                   | Pierre Cloarec        | René Vietto                  |
| 15e étape     | mer. 26 juillet | Digne – Briançon                       | Étape de montagne                       | 219                   | Sylvère Maes          | Sylvère Maes                 |
| 16e étape (a) | jeu. 27 juillet | Briançon – Bonneval-sur-Arc            | Étape de montagne                       | 126                   | Pierre Jaminet        | Sylvère Maes                 |
| 16e étape (b) | jeu. 27 juillet | Bonneval-sur-Arc – Bourg-Saint-Maurice | Contre-la-montre individuel en montagne | 64                    | Sylvère Maes          | Sylvère Maes                 |
| 16e étape (c) | jeu. 27 juillet | Bourg-Saint-Maurice – Annecy           | Étape de plaine                         | 104                   | Antoon van Schendel   | Sylvère Maes                 |
|               | ven. 28 juillet | Annecy                                 | Jour de repos                           | Journée de repos no 3 | Journée de repos no 3 | Journée de repos no 3        |
| 17e étape (a) | sam. 29 juillet | Annecy – Dole                          | Étape de montagne                       | 226                   | François Neuens       | Sylvère Maes                 |
| 17e étape (b) | sam. 29 juillet | Dole – Dijon                           | Contre-la-montre individuel             | 59                    | Maurice Archambaud    | Sylvère Maes                 |
| 18e étape (a) | dim. 30 juillet | Dijon – Troyes                         | Étape de plaine                         | 151                   | René Le Grevès        | Sylvère Maes                 |
| 18e étape (b) | dim. 30 juillet | Troyes – Paris - Parc des Princes      | Étape de plaine                         | 201                   | Marcel Kint           | Sylvère Maes                 |

## Classements

### Classement général final
| Classement général | Classement général    | Classement général | Classement général       | Classement général  |
|                    | Coureur               | Pays               | Équipe                   | Temps               |
| ------------------ | --------------------- | ------------------ | ------------------------ | ------------------- |
| 1er                | Sylvère Maes          | Belgique           | Belgique A               | en 132 h 3 min 17 s |
| 2e                 | René Vietto           | France             | Sud-Est                  | + 30 min 38 s       |
| 3e                 | Lucien Vlaemynck      | Belgique           | Belgique B               | + 32 min 8 s        |
| 4e                 | Mathias Clemens       | Luxembourg         | Luxembourg               | + 36 min 9 s        |
| 5e                 | Edward Vissers        | Belgique           | Belgique A               | + 38 min 5 s        |
| 6e                 | Sylvain Marcaillou    | France             | France                   | + 45 min 16 s       |
| 7e                 | Albertin Dissaux      | Belgique           | Belgique B               | + 46 min 54 s       |
| 8e                 | Jan Lambrichs         | Pays-Bas           | Pays-Bas                 | + 48 min 1 s        |
| 9e                 | Albert Ritserveldt    | Belgique           | Belgique B               | + 48 min 27 s       |
| 10e                | Cyriel Van Overberghe | Belgique           | Belgique B               | + 49 min 44 s       |
| 11e                | Dante Gianello        | France             | France                   | + 55 min 55 s       |
| 12e                | Raymond Passat        | France             | Sud-Ouest                | + 57 min 23 s       |
| 13e                | Auguste Mallet        | France             | France                   | + 1 h 2 min 5 s     |
| 14e                | Maurice Archambaud    | France             | Nord-Est - Île-de-France | + 1 h 6 min 24 s    |
| 15e                | Albert van Schendel   | Pays-Bas           | Pays-Bas                 | + 1 h 10 min 1 s    |
| 16e                | Pierre Gallien        | France             | Nord-Est - Île-de-France | + 1 h 10 min 22 s   |
| 17e                | Louis Thiétard        | France             | Nord-Est - Île-de-France | + 1 h 13 min 33 s   |
| 18e                | Christophe Didier     | Luxembourg         | Luxembourg               | + 1 h 19 min 7 s    |
| 19e                | Georges Naisse        | France             | France                   | + 1 h 23 min 53 s   |
| 20e                | Pierre Clemens        | Luxembourg         | Luxembourg               | + 1 h 24 min 48 s   |
| 21e                | Albert Perikel        | Belgique           | Belgique B               | + 1 h 26 min 59 s   |
| 22e                | Fabien Galateau       | France             | Sud-Est                  | + 1 h 28 min 59 s   |
| 23e                | Edmond Pagès          | France             | Sud-Ouest                | + 1 h 35 min 24 s   |
| 24e                | Oreste Bernardoni     | France             | Sud-Est                  | + 1 h 46 min 1 s    |
| 25e                | Victor Cosson         | France             | France                   | + 1 h 47 min 47 s   |
| modifier           |                       |                    |                          |                     |

### Classements annexes finals
| Classement du Prix du meilleur grimpeur, | Classement du Prix du meilleur grimpeur, | Classement du Prix du meilleur grimpeur, | Classement du Prix du meilleur grimpeur, | Classement du Prix du meilleur grimpeur, |
| ---------------------------------------- | ---------------------------------------- | ---------------------------------------- | ---------------------------------------- | ---------------------------------------- |
|                                          | Coureur                                  | Pays                                     | Équipe                                   | Point(s)                                 |
| 1er                                      | Sylvère Maes                             | Belgique                                 | Belgique A                               | 86 points                                |
| 2e                                       | Edward Vissers                           | Belgique                                 | Belgique A                               | 84 pts                                   |
| 3e                                       | Albert Ritserveldt                       | Belgique                                 | Belgique B                               | 71 pts                                   |
| 4e                                       | Dante Gianello                           | France                                   | France                                   | 61 pts                                   |
| 5e                                       | René Vietto                              | France                                   | Sud-Est                                  | 22 pts                                   |
| modifier                                 |                                          |                                          |                                          |                                          |

| Classement du Challenge international, | Classement du Challenge international, | Classement du Challenge international, | Classement du Challenge international, |
|                                        | Équipe                                 | Pays                                   | Temps                                  |
| -------------------------------------- | -------------------------------------- | -------------------------------------- | -------------------------------------- |
| 1re                                    | Belgique B                             | Belgique                               | en 398 h 17 min 20 s                   |
| 2e                                     | France                                 | France                                 | + 35 min 47 s                          |
| 3e                                     | Belgique A                             | Belgique                               | + 36 min 18 s                          |
| 4e                                     | Luxembourg                             | Luxembourg                             | + 1 h 12 min 35 s                      |
| 5e                                     | Nord-Est - Île-de-France               | France                                 | + 1 h 23 min 20 s                      |
| 6e                                     | Sud-Est                                | France                                 | + 1 h 38 min 9 s                       |
| 7e                                     | Pays-Bas                               | Pays-Bas                               | + 2 h 6 min 7 s                        |
| 8e                                     | Ouest                                  | France                                 | + 5 h 50 min 37 s                      |
| 9e                                     | Suisse                                 | Suisse                                 | + 6 h 45 min 27 s                      |
| modifier                               |                                        |                                        |                                        |

### Évolution des classements
| Étape              | Vainqueur           | Classement général | Classement de la montagne | Challenge international |
| ------------------ | ------------------- | ------------------ | ------------------------- | ----------------------- |
| 1                  | Romain Maes         | Amédée Fournier    | Non décerné               | Belgique A              |
| 2a                 | Éloi Tassin         | Romain Maes        | Non décerné               | Belgique A              |
| 2b                 | Pierre Cloarec      | Jean Fontenay      | Non décerné               | Ouest                   |
| 3                  | Raymond Louviot     | Jean Fontenay      | Non décerné               | Ouest                   |
| 4                  | Amédée Fournier     | René Vietto        | Non décerné               | Ouest                   |
| 5                  | Lucien Storme       | René Vietto        | Non décerné               | Ouest                   |
| 6a                 | Edmond Pagès        | René Vietto        | Non décerné               | Ouest                   |
| 6b                 | Raymond Passat      | René Vietto        | Non décerné               | Ouest                   |
| 7                  | Marcel Kint         | René Vietto        | Non décerné               | Belgique B              |
| 8a                 | Karl Litschi        | René Vietto        | Non décerné               | Belgique B              |
| 8b                 | Edward Vissers      | René Vietto        | Non décerné               | Belgique B              |
| 9                  | Pierre Jaminet      | René Vietto        | Edward Vissers            | Belgique B              |
| 10a                | Pierre Jaminet      | René Vietto        | Edward Vissers            | Belgique B              |
| 10b                | Maurice Archambaud  | René Vietto        | Edward Vissers            | Belgique B              |
| 10c                | Maurice Archambaud  | René Vietto        | Edward Vissers            | Belgique B              |
| 11                 | Fabien Galateau     | René Vietto        | Edward Vissers            | Belgique B              |
| 12a                | François Neuens     | René Vietto        | Edward Vissers            | Belgique B              |
| 12b                | Maurice Archambaud  | René Vietto        | Edward Vissers            | Belgique B              |
| 13                 | Pierre Gallien      | René Vietto        | Edward Vissers            | Belgique B              |
| 14                 | Pierre Cloarec      | René Vietto        | Edward Vissers            | Belgique B              |
| 15                 | Sylvère Maes        | Sylvère Maes       | Edward Vissers            | Belgique B              |
| 16a                | Pierre Jaminet      | Sylvère Maes       | Edward Vissers            | Belgique B              |
| 16b                | Sylvère Maes        | Sylvère Maes       | Sylvère Maes              | Belgique B              |
| 16c                | Antoon van Schendel | Sylvère Maes       | Sylvère Maes              | Belgique B              |
| 17a                | François Neuens     | Sylvère Maes       | Sylvère Maes              | Belgique B              |
| 17b                | Maurice Archambaud  | Sylvère Maes       | Sylvère Maes              | Belgique B              |
| 18a                | René Le Grevès      | Sylvère Maes       | Sylvère Maes              | Belgique B              |
| 18b                | Marcel Kint         | Sylvère Maes       | Sylvère Maes              | Belgique B              |
| Classements finals | Classements finals  | Sylvère Maes       | Sylvère Maes              | Belgique B              |

## Liste des coureurs
La liste ci-dessous présente les coureurs inscrits par numéro de dossard.
| Légende | Légende                                                                    | Légende | Légende                                                    |
| ------- | -------------------------------------------------------------------------- | ------- | ---------------------------------------------------------- |
| Num     | Dossard de départ porté par le coureur sur ce Tour                         | Pos     | Position à l'arrivée de la course                          |
|         | Indique un maillot de champion national ou mondial, suivi de sa spécialité | NP      | Indique un coureur qui n'a pas pris le départ de la course |
| AB      | Indique un coureur qui n'a pas terminé la course                           | HD      | Indique un coureur qui a terminé la course hors des délais |

| Belgique A | Belgique A               | Belgique A |
| ---------- | ------------------------ | ---------- |
| Num        | Coureur                  | Pos        |
| 1          | Sylvère Maes (BEL)       | 1er        |
| 2          | Félicien Vervaecke (BEL) | AB-9       |
| 3          | Edward Vissers (BEL)     | 5e         |
| 4          | Marcel Kint (BEL)        | 34e        |
| 5          | Lucien Storme (BEL)      | AB-9       |
| 6          | Albert Hendrickx (BEL)   | 26e        |
| 7          | François Neuville (BEL)  | 27e        |
| 8          | Romain Maes (BEL)        | AB-8a      |

| Suisse | Suisse                  | Suisse |
| ------ | ----------------------- | ------ |
| Num    | Coureur                 | Pos    |
| 9      | Karl Litschi (SUI)      | AB-9   |
| 10     | Werner Jaisli (SUI)     | HD-5   |
| 11     | Josef Wagner (SUI)      | 30e    |
| 12     | Walter Gross (SUI)      | AB-5   |
| 13     | Théo Perret (SUI)       | 41e    |
| 14     | Karl Wyss (SUI)         | HD-7   |
| 15     | Ettore Maestranzi (SUI) | AB-6b  |
| 16     | René Pedroli (SUI)      | 44e    |

| Luxembourg | Luxembourg              | Luxembourg |
| ---------- | ----------------------- | ---------- |
| Num        | Coureur                 | Pos        |
| 17         | Jean Majerus (LUX)      | AB-6b      |
| 18         | Pierre Clemens (LUX)    | 20e        |
| 19         | Mathias Clemens (LUX)   | 4e         |
| 20         | François Neuens (LUX)   | 42e        |
| 21         | Arsène Mersch (LUX)     | AB-8b      |
| 22         | Grégoire Leisen (LUX)   | HD-2       |
| 23         | Christophe Didier (LUX) | 18e        |
| 24         | Lucien Bidinger (LUX)   | AB-5       |

| Pays-Bas | Pays-Bas                  | Pays-Bas |
| -------- | ------------------------- | -------- |
| Num      | Coureur                   | Pos      |
| 25       | Albert van Schendel (NED) | 14e      |
| 26       | Antoon van Schendel (NED) | 38e      |
| 27       | Janus Hellemons (NED)     | 46e      |
| 28       | Jan Lambrichs (NED)       | 8e       |
| 29       | Jozef Dominicus (NED)     | 39e      |
| 30       | Jan Gommers (NED)         | AB-6b    |
| 31       | André de Korver (NED)     | 28e      |
| 32       | Hubert Sijen (NED)        | AB-9     |

| France | France                   | France |
| ------ | ------------------------ | ------ |
| Num    | Coureur                  | Pos    |
| 33     | Auguste Mallet (FRA)     | 13e    |
| 34     | Georges Naisse (FRA)     | 19e    |
| 35     | Lucien Le Guével (FRA)   | 35e    |
| 36     | Victor Cosson (FRA)      | 25e    |
| 37     | Sylvain Marcaillou (FRA) | 6e     |
| 38     | Pierre Jaminet (FRA)     | AB-18b |
| 39     | Dante Gianello (FRA)     | 11e    |
| 40     | Raymond Louviot (FRA)    | 29e    |

| Belgique B | Belgique B                  | Belgique B |
| ---------- | --------------------------- | ---------- |
| Num        | Coureur                     | Pos        |
| 41         | Albertin Dissaux (BEL)      | 7e         |
| 42         | Jules Lowie (BEL)           | AB-8a      |
| 43         | Lucien Vlaemynck (BEL)      | 3e         |
| 44         | Albert Ritserveldt (BEL)    | 9e         |
| 45         | Éloi Meulenberg (BEL)       | AB-9       |
| 46         | Cyriel Van Overberghe (BEL) | 10e        |
| 47         | Albert Perikel (BEL)        | 21e        |
| 48         | Edmond Delathouwer (BEL)    | AB-9       |

| Nord-Est/Île-de-France | Nord-Est/Île-de-France   | Nord-Est/Île-de-France |
| ---------------------- | ------------------------ | ---------------------- |
| Num                    | Coureur                  | Pos                    |
| 49                     | Maurice Archambaud (FRA) | 14e                    |
| 50                     | Fernand Mithouard (FRA)  | AB-5                   |
| 51                     | Louis Thiétard (FRA)     | 17e                    |
| 52                     | Pierre Gallien (FRA)     | 16e                    |
| 53                     | Gabriel Dubois (FRA)     | HD-3                   |
| 54                     | Amédée Fournier (FRA)    | 47e                    |
| 55                     | Roger Bailleux (FRA)     | AB-11                  |
| 56                     | Victor Codron (FRA)      | 40e                    |

| Ouest | Ouest                   | Ouest |
| ----- | ----------------------- | ----- |
| Num   | Coureur                 | Pos   |
| 57    | René Le Grevès (FRA)    | 45e   |
| 58    | Pierre Cloarec (FRA)    | 31e   |
| 59    | Christophe Taëron (FRA) | AB-6b |
| 60    | Jean Fontenay (FRA)     | 43e   |
| 61    | Armand Le Moal (FRA)    | 49e   |
| 62    | Yvan Marie (FRA)        | AB-9  |
| 63    | Albert Goutal (FRA)     | AB-9  |
| 64    | Éloi Tassin (FRA)       | 32e   |

| Sud-Ouest | Sud-Ouest             | Sud-Ouest |
| --------- | --------------------- | --------- |
| Num       | Coureur               | Pos       |
| 65        | Paul Maye (FRA)       | AB-8b     |
| 66        | Jean Fréchaut (FRA)   | AB-15     |
| 67        | Gérard Virol (FRA)    | AB-4      |
| 68        | Edmond Pagès (FRA)    | 23e       |
| 69        | André Bramard (FRA)   | NP-1      |
| 70        | Joffre Daran (FRA)    | AB-4      |
| 71        | François Garcia (FRA) | AB-4      |
| 72        | Raymond Passat (FRA)  | 12e       |

| Sud-Est | Sud-Est                 | Sud-Est |
| ------- | ----------------------- | ------- |
| Num     | Coureur                 | Pos     |
| 73      | Oreste Bernardoni (FRA) | 24e     |
| 74      | René Vietto (FRA)       | 2e      |
| 75      | Charles Berty (FRA)     | 33e     |
| 76      | Joseph Soffietti (FRA)  | 48e     |
| 77      | Gabriel Bouffier (FRA)  | AB-4    |
| 78      | Trino Yelamos (FRA)     | 36e     |
| 79      | Fabien Galateau (FRA)   | 22e     |
| 80      | Joseph Aureille (FRA)   | 37e     |

## Anecdote
Le cinéaste Jean Stelli a consacré à cette édition du Tour de France, une comédie romantique intitulée Pour le maillot jaune dont l'intérêt documentaire est indéniable.